# Falcon Heavy
Falcon Heavy, спочатку знана як Falcon 9 Heavy (укр. Сокіл 9 Важкий) — ракета-носій частково багаторазового використання, що розробляється і виготовляється американською компанією SpaceX. Обидві ступені ракети використовують рідкий кисень і гас RP-1, на двигунах розроблених SpaceX, Merlin 1D+. Заплановано багато різних варіантів завантаження корисним вантажем до 64 тонни, які можна буде вивести на низьку орбіту Землі,, 19 тонн на геостаціонарну орбіту, 16 тонн на траєкторію до Місяця і 14 тонн на траєкторію до Марса, що відносить Falcon Heavy до класу надважких підйомників. Станом на третю декаду 21 століття ця ракета є другою у світі із працюючих, за масою корисного навантаження, яку вона здатна вивести на орбіту, після ракети Space Launch System.
Перший політ Falcon Heavy відбувся 6 лютого 2018, корисним вантажем, під час якого була власна Tesla Roadster Ілона Маска. Її було відправлено на еліптичну геліоцентричну орбіту, що перетинає орбіту Марса. Запуск відбувся з 39 майданчика космодрому на мисі Канаверал (штат Флорида), США. Станом на початок 2025 року ракету було запущено 11 раз, всі запуски були успішними.

## Історія

Зліва направо: Falcon 1, Falcon 9 v1.0, Falcon 9 v1.1 і Falcon Heavy

Концепція ракети-носія «Falcon Heavy» бере початок у середині 2010-х. Компанія SpaceX оприлюднила план щодо цієї ракети під час конференції у Вашингтоні у квітні 2011 року, було оголошено, що тестовий політ очікується у 2013 році. Ряд факторів відклав перший політ ракети до 2017 року, включаючи дві аномалії з ракетою-носієм Falcon 9, що потребували уваги інженерів для аналізу аварії, це відклало запуск на багато місяців. Інтеграція і структурні проблеми з компонуванням трьох ракет Falcon 9 в одне ціле, виявилась складніше, ніж передбачалось. У липні 2017 року Ілон Маск зазначив публічно, що «сконструювати Falcon Heavy виявилось складніше, ніж ми думали…Насправді, ми були досить наївні щодо цього.», цього ж року перший запуск перенесли на 2018 рік, коли його і вдалось здіснити.

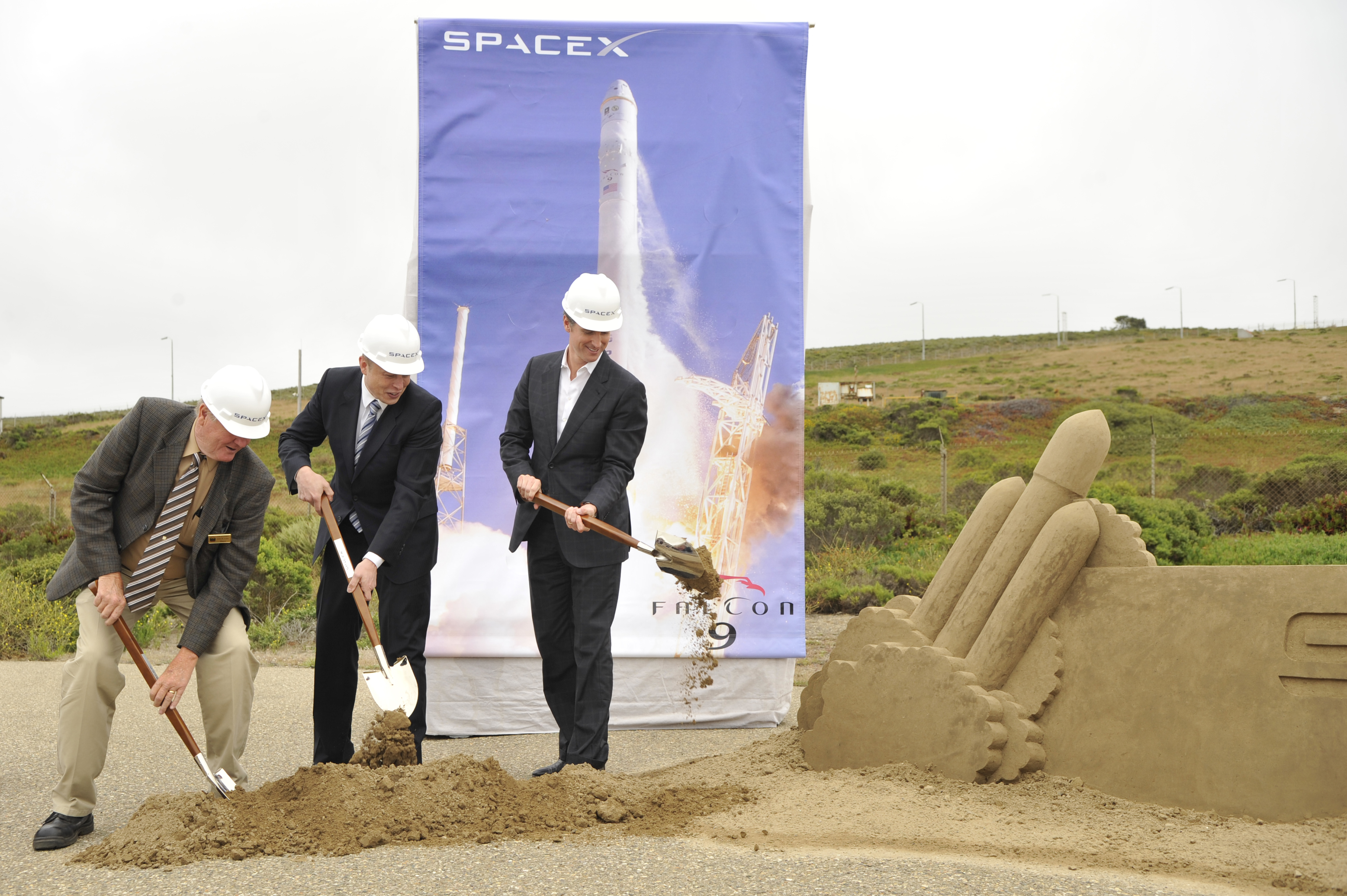
Церемонія закладання компанією SpaceX стартового майданчику SLC-4 для Falcon Heavy у червні 2011 року

### Концепція і фінансування
Ілон Маск вперше згадав Falcon Heavy у вересні 2005 року.  Були розглянуті різні варіанти з використанням ракети Falcon 5, проте єдиним рентабельним варіантом виявився 9- двигунний перший ступінь ракети Falcon 9. Подальші дослідження можливостей цієї ракети призвели до концепту ракети Falcon Heavy.

### Конструкція і розробка
Оскільки конструкція Falcon Heavy базувалась на ракеті Falcon 9 і її двигунах, перший політ Falcon Heavy залежав від розробки ракети Falcon 9.
У 2008 році SpaceX планувала здійснити перший запуск Falcon 9 у 2009 році, а Falcon 9 Heavy створити через кілька років після цього. На конференції Mars Society Conference, Ілон Маск також зазначив, що верхній ступінь на водневому паливі буде створений через 2-3 роки. Falcon Heavy розроблявся повністю за приватні кошти.
У квітні 2011 році можливості і продуктивність Falcon 9 стали значно краще, SpaceX здійснила два успішних демонстраційних запуски на ННО, один з яких протестував повторне включення двигунів другого ступеня. На прес-конференції у Вашингтоні, яка відбулась 5 квітня 2011 року, Ілон Маск зазначив, що Falcon Heavy «матиме змогу підіймати найбільший корисний вантаж в історії, більше могли лише ракети “Сатурн V” і «Енергія”».
У 2015 році SpaceX анонсувала значні зміни в конструкції ракети, які робляться паралельно з модернізацією ракети Falcon 9 v1.1.
У 2011 році з очікуваним попитом обох варіантів, SpaceX анонсувала плани з розширення виробничих можливостей «обсяги виробництва збільшаться до виготовлення першого ступеня ракети Falcon 9 і прискорювача для Falcon Heavy кожен тиждень і верхнього ступеня кожні два тижні». У грудні 2016 року SpaceX опублікувала фото одного з елементів ракети.

### Тестування
У 2013 році новий тестовий майданчик був збудований у Макгрегорі, Техас, для тестування 27 двигунів ракети Falcon Heavy. На травень 2017 року, SpaceX здійснила перший статичний вогневий тест польотного варіанту Falcon Heavy на тестовому майданчику у Макгрегорі. На вересень 2017 року три перших ступені ракети успішно пройшли статичні вогневі тести на наземному стенді. У липні 2017 року, Ілон Маск зазначив, що «практично неможливо здійснити тестування ракети на наземних стендах», необхідно спочатку здійснити тестові польоти.

### Перший і подальші польоти
У квітні 2011 року Ілон Маск оголосив про перший політ Falcon Heavy з бази Ванденберг із Західного узбережжя США у 2013 році. SpaceX оновила пусковий майданчик Launch Complex 4E для запуску ракет Falcon 9 та Heavy. Перший запуск був запланований з бази ПС США на мисі Канаверал у 2013—2014 роках.
На вересень 2015 року аварія SpaceX CRS-7 у червні затримала початок польотів Falcon Heavy до квітня/травня 2016 року, проте, у лютому 2016 року запуски були знову зміщені на кінець 2016 року. Запуск було заплановано з відремонтованого пускового майданчика LC-39A. У серпні 2016 року демонстраційний політ був перенесений на початок 2017 року, потім на літо 2017, пізніше — на кінець 2017 року і на січень 2018 року. Наступні місії були зрушені вперед.
На липневій конференції в 2017 році у Вашингтоні Ілон Маск зазначив «існують реальні шанси того, що ракета не досягне орбіти» і «я сподіваюсь, що це відбудеться на достатній відстані, щоб не пошкодити пусковий майданчик, я буду вважати це вже перемогою, якщо чесно». Маск зазначив, що інтеграція трьох перших ступенів Falcon 9 виявилась значно складнішою, ніж очікувалось.
У грудні 2017 року Ілон Маск написав у Твіттері, що під час першого польоту Heavy в якості КВ виступить його власний Tesla Roadster, який буде відправлено у напрямку орбіти Марса. Він опублікував світлини через кілька днів. 28 грудня 2017 року Falcon Heavy була переміщена на стартовий майданчик для тестового пропалювання 27 двигунів.
24 січня 2018 року компанія SpaceX здійснила успішне вогневе випробування новітньої ракети-носія Falcon Heavy.
Запуск здійснено 6 лютого 2018 року. Через 2 хв. 33 сек. після старту два бічні прискорювачі від'єдналися від основної ракети та за декілька хвилин синхронно приземлилися біля місця запуску — до Космічного центру імені Кеннеді на посадкові майданчики 1 і 2 (LZ-1 і LZ-2), розташовані за 300 м один від одного. Центральне ядро від'єдналося через 3 хв. 4 сек. польоту. Воно повинно було приземлитися на плавучу платформу в Атлантичному океані. Проте, внаслідок нестачі спеціального палива для запалювання, спрацював лише один із трьох двигунів, необхідних для посадки, і ступінь упав в океан на швидкості близько 483 км на годину у ста метрах від платформи. Невдовзі після цього обтікач КВ від'єднався, і подальший політ продовжили другий ступінь ракети із електромобілем.
Через 6 год. польоту по навколоземній орбіті третім увімкненням двигуна другого ступеня Tesla Roadster Ілона Маска була спрямована до орбіти Марса.
Другий політ відбувся 11 квітня 2019 року, був виведений на орбіту супутник Arabsat. Космічні сили США почали постійно користуватись послугами з виведення з домогою Falcon Heavy з 2022 року, після відповідної сертифікації ракети. 

## Конструкція
Falcon Heavy схожа за конструкцією на Falcon 9, однак має два додаткові бокові прискорювачі, приєднані до першого ступеня, що діють як рідинні підсилювачі, що концептуально схоже на конструкцію американської ракети-носія Delta IV Heavy або ж російської Ангара. Falcon Heavy більш ємна ніж будь-яка інша ракета-носій, що використовується сьогодні, вона зможе виводити 53 тонни корисного вантажу на низьку опорну орбіту. Ракета була розроблена, щоб задовольнити всі можливі вимоги і класифікації. Межі структурної безпеки будуть на 40 % важчими вантажу польоту, що більше ніж сьогоднішні 25 % інших ракет. Falcon Heavy матиме змогу транспортувати людину в космос, ракета також може відновити пілотовані місії до Місяця, або здійснювати польоти з астронавтами до Марса. Проте, через розробку ракети Starship, пілотовані місії Falcon Heavy до Марса малоймовірні.
Перший ступінь ракети складається з трьох перших ступенів Falcon 9, кожен з яких має дев'ять двигунів Merlin 1D. Falcon Heavy матиме тягу на рівні моря 22,819 кН з 27 двигунів Merlin 1D, під час виходу з атмосфери, тяга ракети підвищиться до 24,681 кН. Верхній ступінь обладнаний одним двигуном Merlin 1D, модифікованим для умов вакууму з тягою 934 кН, час роботи двигуна — 397 секунд. Технічні властивості двигуна дозволяють запускати його кілька разів. Згори розташований перехідний відсік, що вміщає двигун другого ступеня і обладнаний механізмами розстикування ступенів. Резервуари ракети Falcon 9 виготовлені з алюмінієво-літієвого сплаву. Бак другого ступеня ракети Falcon 9 — це урізана версія бака першого ступеня, він виготовлений тим самим методом, і з того ж матеріалу. Цей підхід дозволить зменшити вартість виробництва.
Всі три «ядра» першого ступеня мають двигуни, що розташовані за схемою «октавеб» для пришвидшення виробничого процесу, кожне «ядро» має чотири розкладні опори. Для контролю приземлення цих прискорювачів і центрального «ядра» через атмосферу, SpaceX використовує невеликі решітчасті гіперзвукові рулі, які розкладаються після від'єднання «ядра» від центрального першого ступеня. Після відділення бокових ступенів, центральний двигун у кожному продовжує працювати ще кілька секунд для коригування траєкторії для безпечного віддалення від ракети. Опори розкладаються під час приземлення для здійснення м'якої посадки на землю. Гіперзвукові рулі для коригування траєкторії як і опори для приземлення — це вже випробувана технологія, яка використовується на ракеті Falcon 9.

## Можливості виведення корисного навантаження
Falcon Heavy за класифікацією НАСА належить до надважких ракет-носіїв.
Початковий концепт визначав здатність ракети-носія виводити 24 750 кг на ННО, проте у квітні 2011 вантажопідйомність була збільшена до 53 000 кг з можливістю виводити 12 000 кг на ГПО. Пізніші дані свідчасть про збільшення КВ вище ННО до 19 000 кг на ГСО, 16 000 кг до Місяця і 14 000 кг до Марса. Можливості виведення КВ Falcon Heavy на ГПО виросли 21 200 кг.
У квітні 2017 року, проєктне навантаження, що зможе виводити ракета на ННО було збільшене до 63 800 кг. Це було досягнуто за рахунок використання всього палива і без повернення ступенів на Землю.
| Destination            | Falcon Heavy                 | Falcon Heavy                  | Falcon Heavy  | Falcon 9  |
| Destination            | з серпня 2013 до квітня 2016 | з травня 2016 до березня 2017 | з квітня 2017 | Falcon 9  |
| ---------------------- | ---------------------------- | ----------------------------- | ------------- | --------- |
| ННО (28.5°)            | 53,000 кг                    | 54,400 кг                     | 63,800 кг     | 22,800 кг |
| ГПО (27°)              | 21,200 кг                    | 22,200 кг                     | 26,700 кг     | 8,300 кг  |
| ГПО (27°) багаторазова | 6,400 кг                     | 6,400 кг                      | 8,000 кг      | 5,500 кг  |
| Марс                   | 13,200 кг                    | 13,600 кг                     | 16,800 кг     | 4,020 кг  |
| Плутон                 | -                            | 2,900 кг                      | 3,500 кг      | -         |

### Перехресна система подачі палива
Спочатку планувалася можливість встановлення на Falcon Heavy унікальної системи перехресної подачі палива, що дозволяє двигунам центрального блоку використовувати паливо з бічних прискорювачів в перші хвилини після старту. Це давало б можливість зберегти більше палива в центральному блоці для більш тривалої його роботи після відділення бічних прискорювачів, і, як наслідок, збільшити максимальну масу корисного навантаження. Згодом пріоритет розробки даної системи був знижений через небажання додатково ускладнювати конструкцію, а також через відсутність на ринку попиту на настільки важке корисне навантаження. Робота над розробкою даної системи триває, її впровадження можливе в майбутньому. На початковому етапі буде використовуватися схема, за якою, відразу після запуску ракети-носія тяга двигунів центральної секції буде максимально знижена для економії палива. Після відділення бічних прискорювачів двигуни першого ступеня будуть знову включені на повну тягу. Подібну схему використовує ракета-носій Delta IV Heavy.

### Багаторазовість
Попередньо, компанія повідомляла, що ракета-носій матиме всі ступені багаторазового використання. Також були продемонстровані посадки першого ступеня Falcon 9 на майданчики, розташовані як на землі, так і на плаваючу платформу, при цьому кілька разів перші ступені використовувались не перший раз. Це добре збігається з конструкцією Falcon Heavy, яка передбачає відділення бокових прискорювачів ракети (перші ступені Falcon 9) і м'яку посадку для відновлення і запуску знову. Починаючи з 2013 року перші ступені ракети Falcon 9 забезпечені системою контрольованої м'якої посадки. Під час першого польоту Falcon Heavy можливе повернення другого ступеня ракети.
SpaceX зазначає, що маса корисного навантаження на ГПО буде зменшена через повернення ступенів на Землю, проте вартість запуску буде зменшена також. З поверненням всіх трьох елементів першого ступеня, на ГПО може бути виведене корисне навантаження масою 8000 кг. Якщо на Землю повертаються лише два бокові прискорювачі, то КН збільшується до 16 000 кг на ГПО.

## Галерея

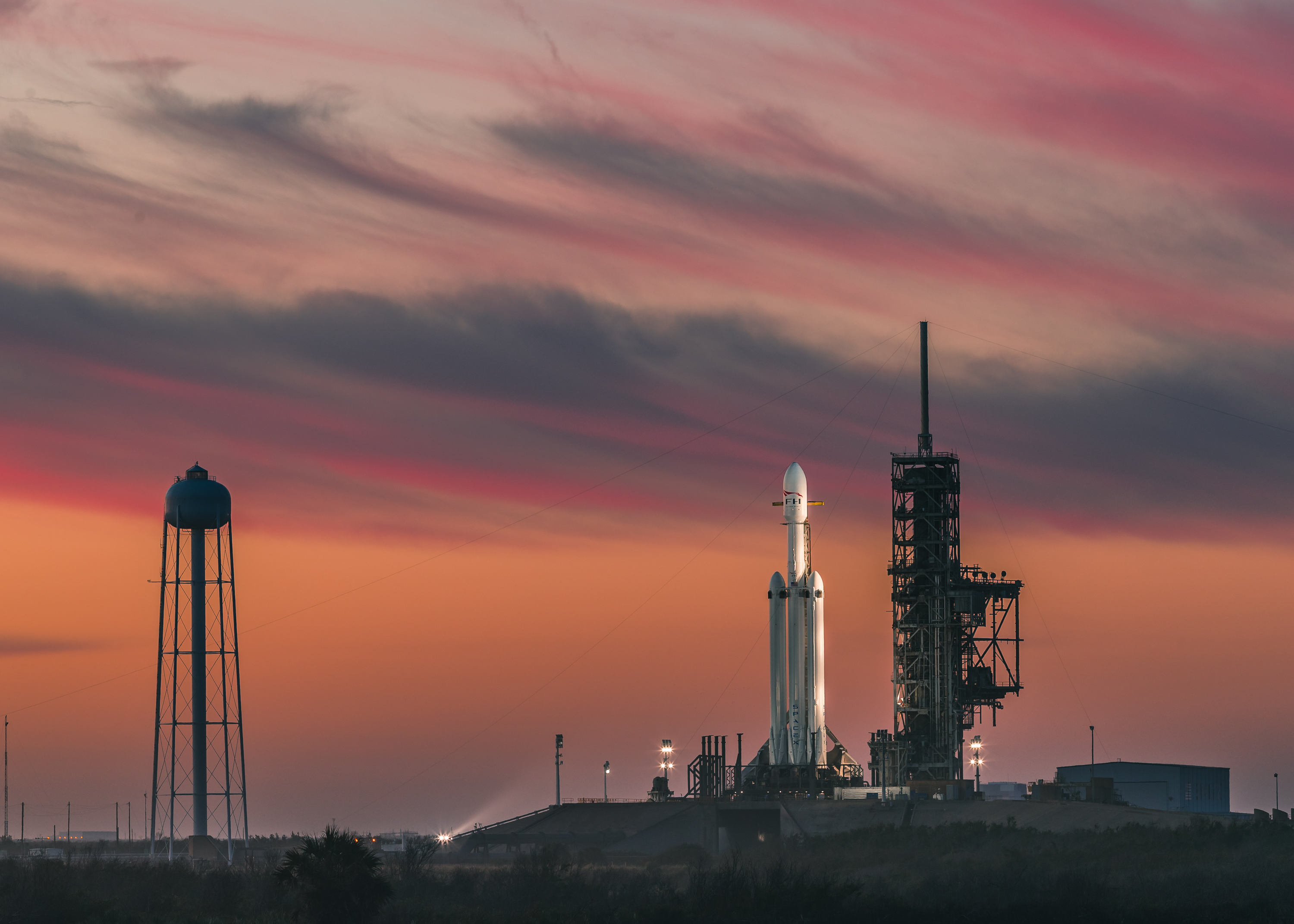
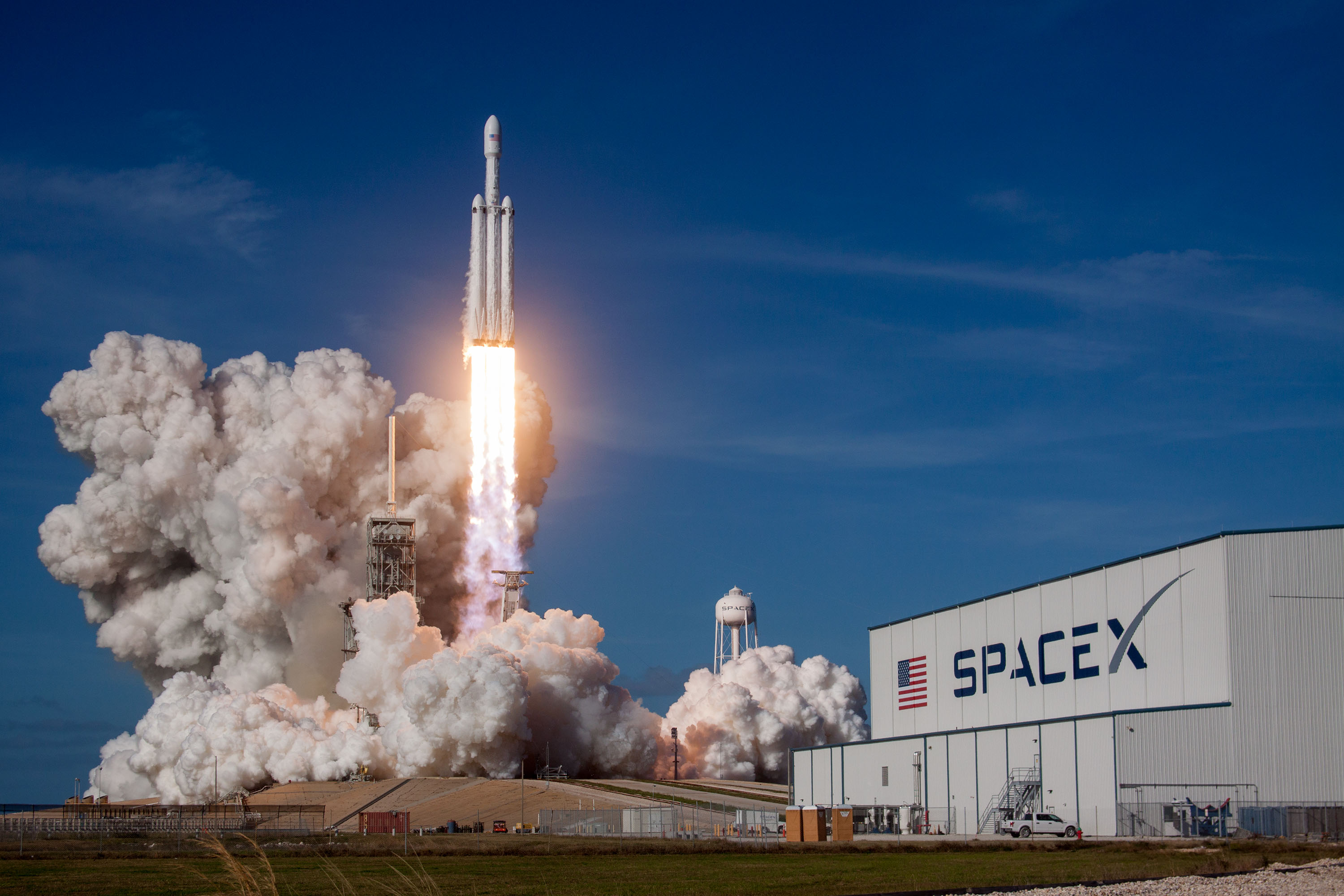
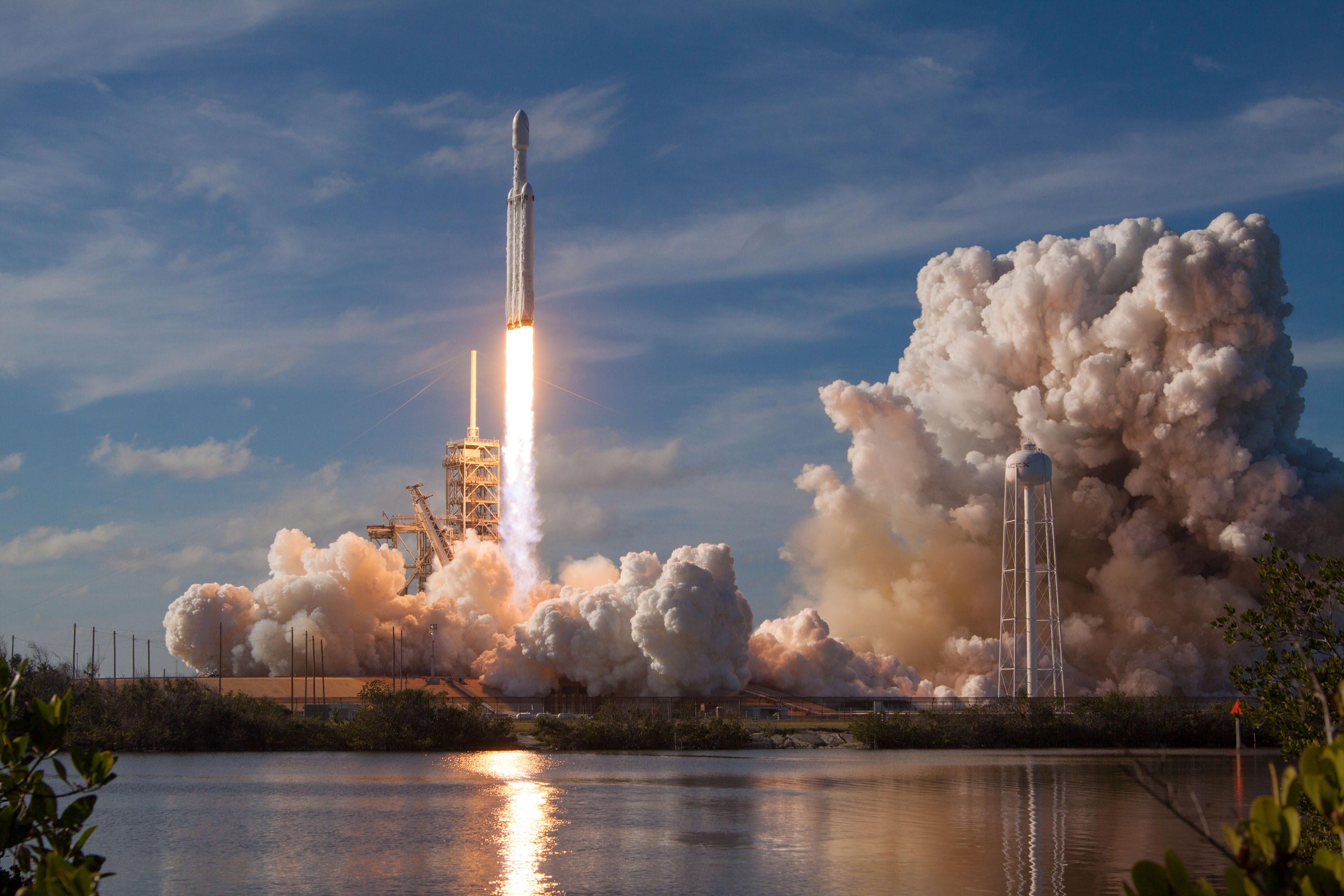

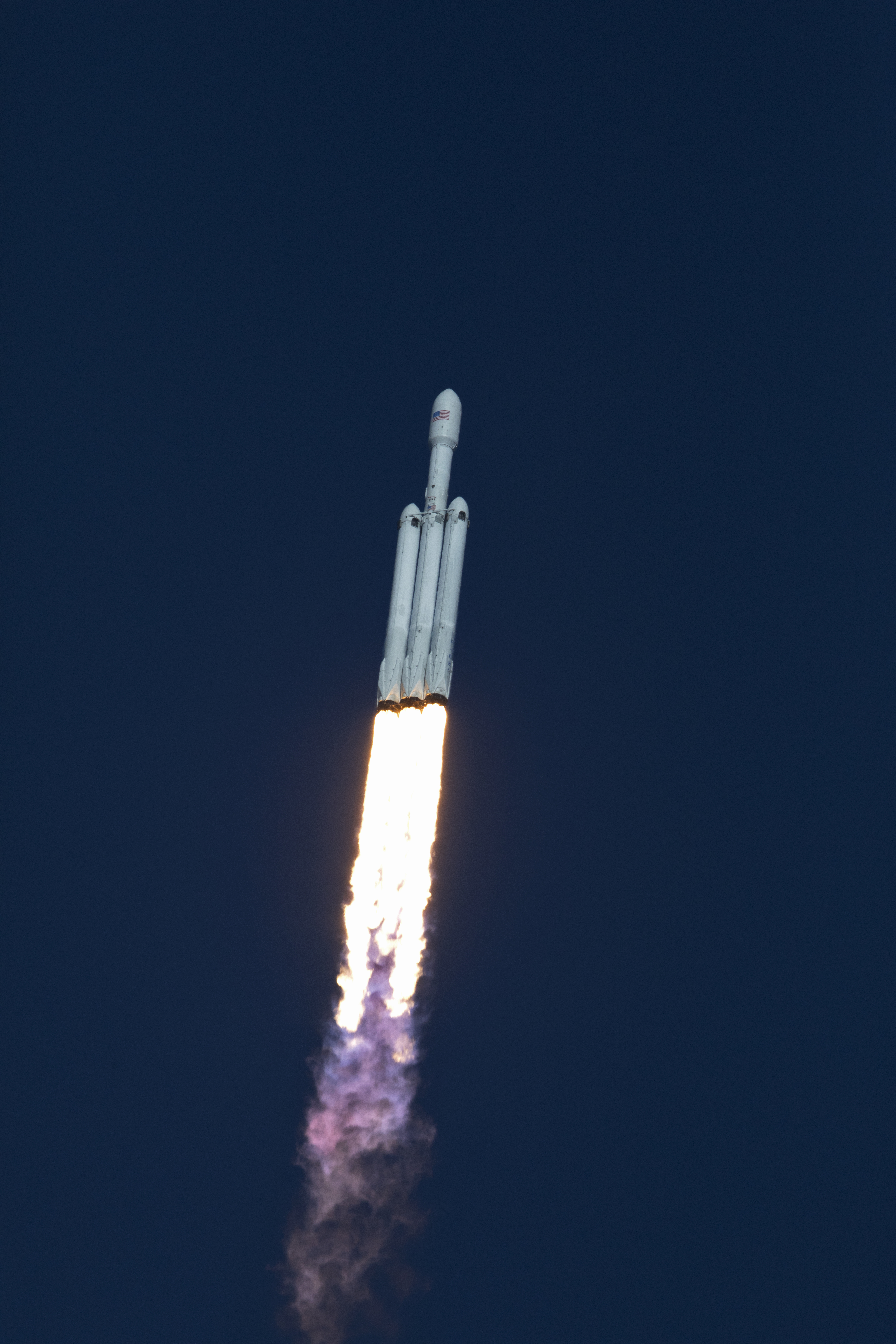
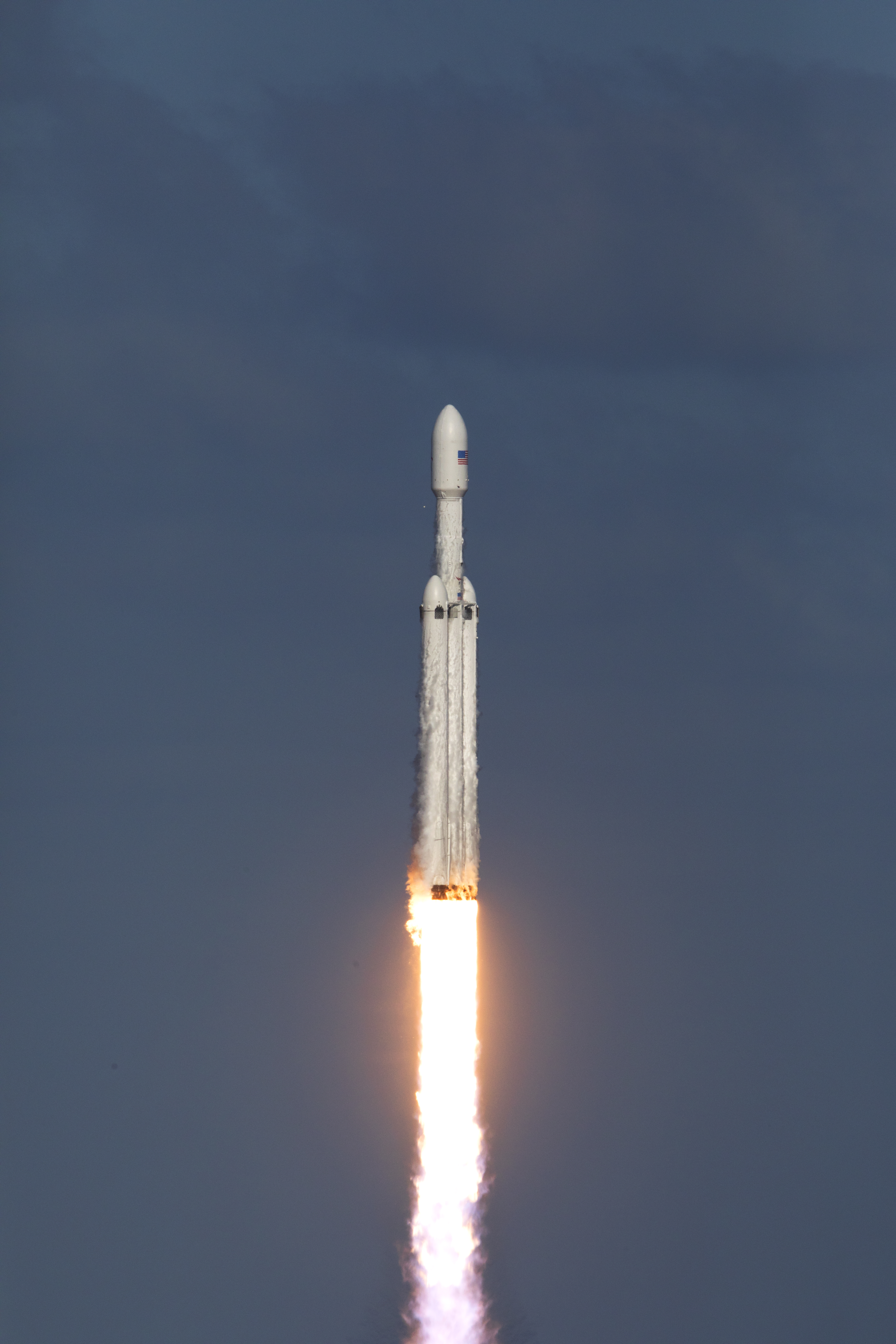
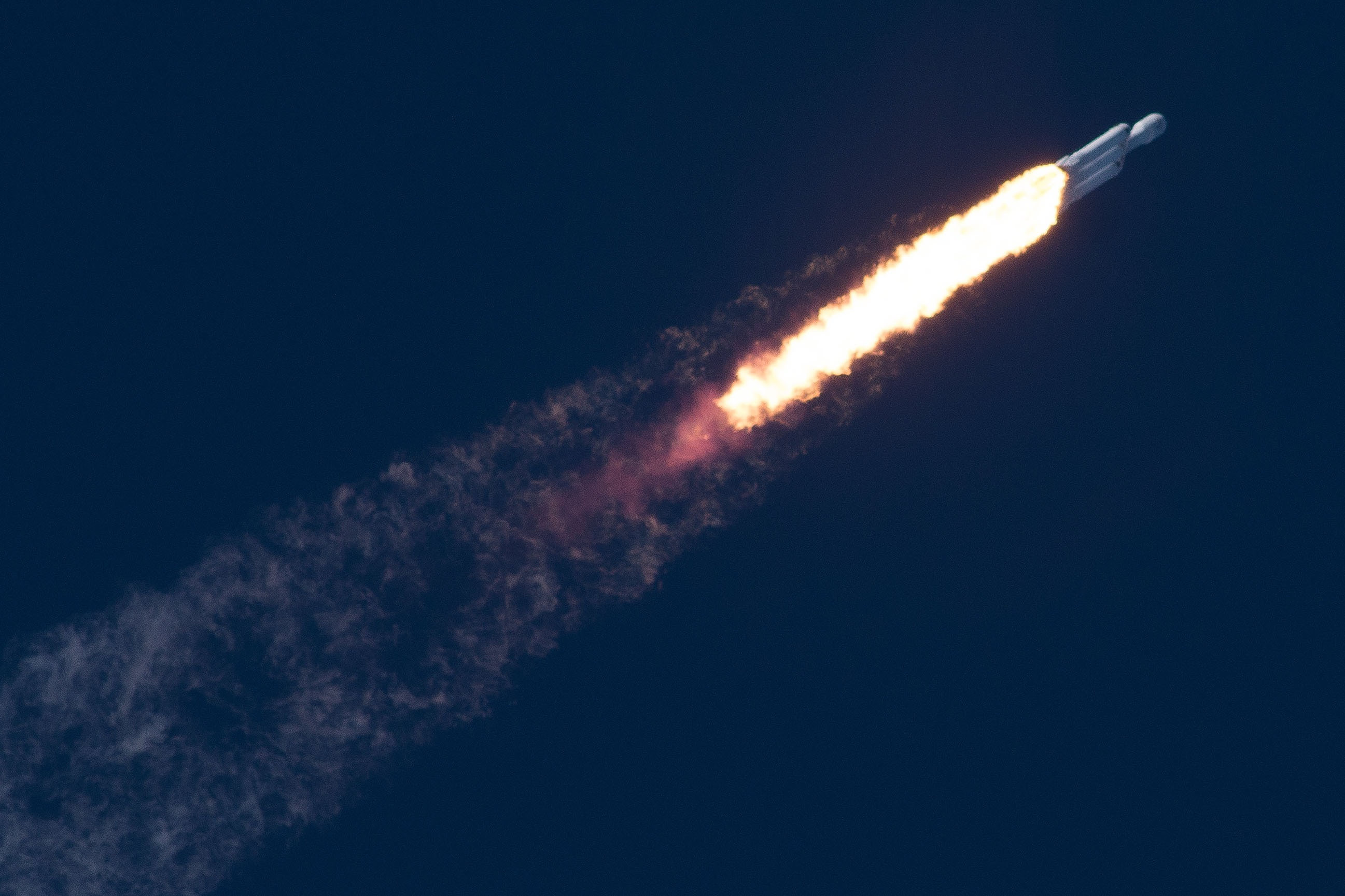
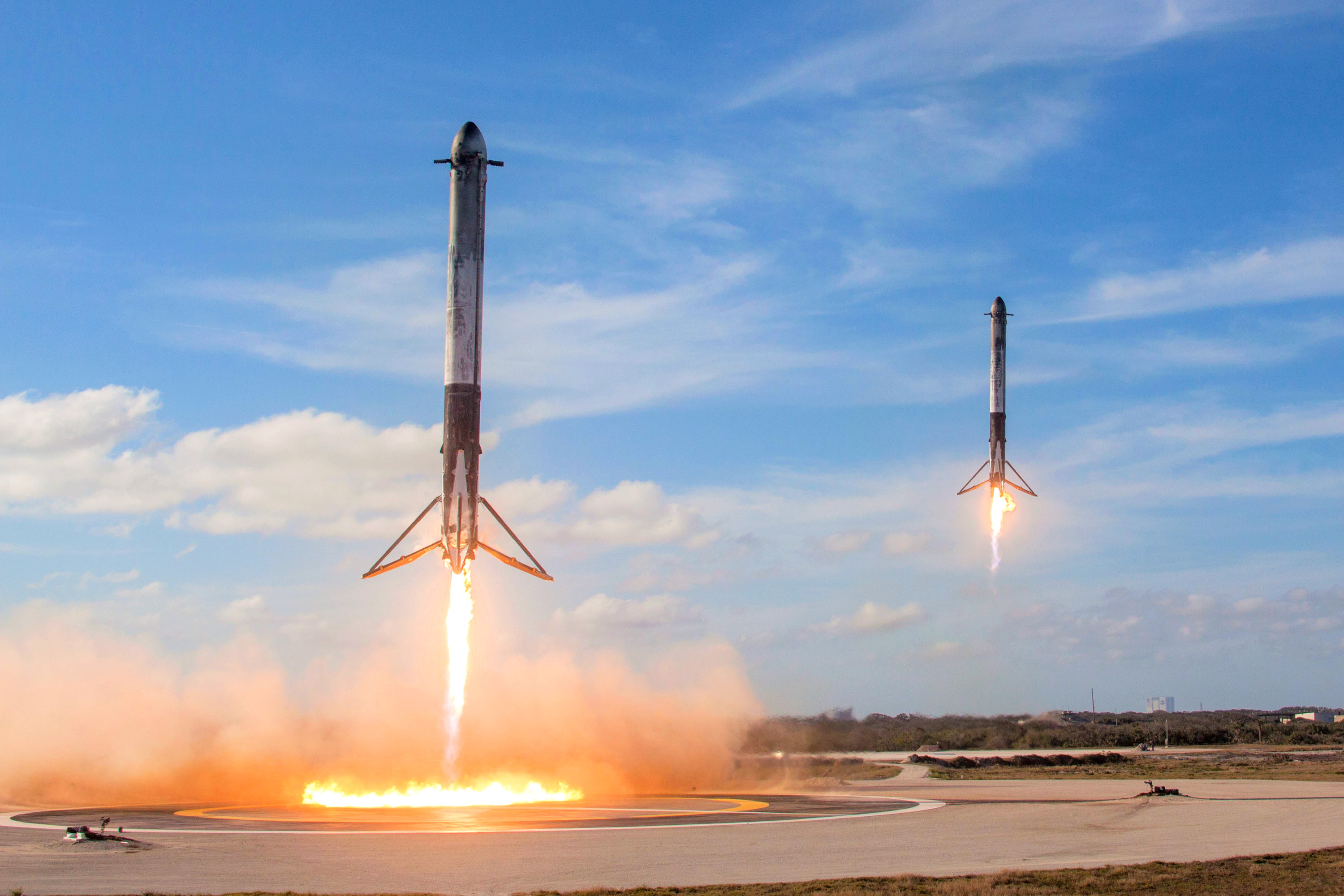

## Вартість запусків
У травні 2004 Ілон Маск зазначив «Довготривалі плани розробки потребують розробки важких, або навіть надважких носіїв, якщо є попит на ринку. Ми очікуємо, що збільшення розміру ракети-носія призведе до зменшення вартості виведення на орбіту….Зрештою, я вважаю, що $500/фунт або менше цілком можна досягти». Названа вартість — $1,100/кг — це мета, яку анонсував Маск у 2011 році — 35 % вартості виведення вантажу на ННО ракетою середнього класу Зеніт, яка здатна виводити 14 000 кг на ННО.
Станом на березень 2013 року, вартість доставки вантажу на ННО становила нижче $2,200/кг у варіанті, коли ракета підіймає максимальну вагу вантажу.  Вартість доставки корисного навантаження змінювалась з року в рік, в різних варіантах Falcon Heavy ціна варіювалась: $80–125 млн у 2011$83–128 млн у 2012,, $77–135 млн у 2013 році, $85 млн для 6400 кг на ГПО у 2014, і $90 млн для 8000 кг на ГПО у 2016.
У 2011 SpaceX зазначила, що вартість доставки корисного вантажу на ННО може бути нижчою за $2,200/кг, якщо кількість запусків щороку складатиме — 4. На 2011 рік планувалось запускати 10 ракет Falcon Heavy і 10 ракет Falcon 9 щороку. Третій пусковий майданчик планувалось збудувати для Falcon Heavy не раніше 2014 року з першими запусками ракети не раніше 2016 року. Наприкінці 2013 року компанія планувала здійснити перший політ ракети у 2014, проте на жовтень 2017 року, запуск перенесений на кінець 2017 через обмежену здатність промислових потужностей компанії. У листопаді 2017 дата запуску була перенесена на січень 2018 року.
У 2013 році вартість запуску корисних вантажів була найнижчою в галузі. Низька ціна обумовлена багаторазовою системою, яка дозволяє економити до 30 % вартості, що дозволяє говорити про початок нового економічного простору в космічній галузі.

## Перелік запусків
| Номер запуску | Дата запуску (UTC) | Корисний вантаж              | Маса вантажу               | Орбіта                                                   | Замовник                                                               | Ціна                                           | Результат |
| ------------- | --- | ---------------------------- | -------------------------- | -------------------------------------------------------- | ---------------------------------------------------------------------- | ---------------------------------------------- | --------- |
| 1             | 6 лютого 2018 20:45 | Tesla Roadster Ілона Маска   | 1250 кг                    | Геліоцентрична                                           | SpaceX                                                                 | Нерозкрита                                     | Успіх     |
| 1             | Перший демонстраційний запуск, вивів автомобіль Tesla Roadster на транс-марсіанську геліоцентричну орбітуОбидва бічні прискорювачі повернулися на стартовий майданчик і здійснили одночасні посадки; центральні двигуни не змогли повністю запалитись під час посадки та врізалися у воду поруч із безпілотним кораблем, що призвело до пошкодження двигунів судна. |                              |                            |                                                          |                                                                        |                                                |           |
| 2             | 11 квітня 2019 22:35 | Arabsat-6A                   | 6465 кг                    | Геостаціонарна                                           | Arabsat                                                                | Нерозкрита                                     | Успіх     |
| 2             | Тяжкий супутник зв'язку, придбаний Арабською Лігою. Усі три бустери успішно приземлились, одна центральне ядро в кінці кінців перевернулось і було втрачене. Два бокові прискорювачі були перевикористані під час запуску STP-2 . |                              |                            |                                                          |                                                                        |                                                |           |
| 3             | 25 червня 2019 06:30 | Повітряні сили США, STP-2    | 3700 кг                    | Низька навколоземна орбіта / Середня навколоземна орбіта | Міністерство оборони США                                               | $160.9 млн                                     | Успіх     |
| 3             | Місія націлена на сертифікацію ракети Falcon Heavy National Security Space Launch (formerly EELV) для Повітряниих сил США. Початкова ціна контракту становила 165 млн доларів США, але згодом вона була знижена через те, що ПС погодилися використовувати повторно використані бічні прискорювачі. Вторинні корисні навантаження включали орбітальні апарати: LightSail 2, GPIM, OTB (що містив на борту Deep Space Atomic Clock,) six COSMIC-2 (FORMOSAT-7), Oculus-ASR, Prox-1, та ISAT. Успішно повторно використано прискорювачі з другого польоту Falcon Heavy. Центральне ядро не змогло приземлитися на безпілотник і було втрачено. |                              |                            |                                                          |                                                                        |                                                |           |
| 4             | 1 листопада 2022 13:41 | USSF-44                      | 3750 кг                    | Геостаціонарна                                           | Космічні сили США, Millennium Space Systems і Lockheed Martin Space    | $130 млн                                       | Успіх     |
| 4             | Перший засекречений політ Falcon Heavy. Контракт було укладено з SpaceX за ціною менше 30% від типового запуску Delta IV Heavy (440 млн доларів США). Корисне навантаження включає два окремих супутники та щонайменше три додаткові корисні навантаження для спільного використання (включаючи TETRA-1). Вага корисного навантаження склала 3.7 тон.Вони були запущені на пряму геосинхронну орбіту, що вперше призвело до необхідності запланованого частково витратного запуску, тобто навмисного розширення центральної зони, яка не має кілей і шасі, необхідних для посадки, в той час як бокові прискорювачі успішнр приземлились. Місія початково планувалась на перший квартал 2022, але була перенесена на 1 листопада 2022. |                              |                            |                                                          |                                                                        |                                                |           |
| 5             | 15 січня 2023 22:56 | USSF-67                      | 3750 кг                    | Геостаціонарна                                           | Космічні сили США                                                      | $317 млн (в тому числі за нову інфраструктуру) | Успіх     |
| 5             | Другий засекречений політ Falcon Heavy з використанням нового центрального ядра в конфігурації, що витрачається (без решітки чи шасі), у той час як два повторно використовуваних бічних прискорювача приземлилися на станції космічних сил на мисі Канаверал. |                              |                            |                                                          |                                                                        |                                                |           |
| 6             | 1 травня 2023 00:26 | ViaSat-3 Americas            | 6400 кг                    | Геостаціонарна                                           | ViaSat                                                                 | Нерозкрита                                     | Успіх     |
| 6             | 1 травня 2023 00:26 | Aurora 4A (Arcturus)         | 300 кг                     | Геостаціонарна                                           | Astranis / Pacific Dataport                                            |                                                | Успіх     |
| 6             | 1 травня 2023 00:26 | GS-1                         | 22 кг                      | Геостаціонарна                                           | Gravity Space                                                          |                                                | Успіх     |
| 6             | Спочатку планувалося, що Falcon Heavy запустить супутник Viasat-2, але через затримки замість нього була використана ракета-носій Ariane 5. Viasat все ж скористався послугами запуску SpaceX та доставив свій наступний супутник Ka-діапазону на борту Falcon Heavy для надання послуг в Америці. Супутник Astranis microGEO Arcturus був показаний наприкінці вересня 2021 року. Після серії запалювань двигуна MVac і тривалих періодів руху накатом верхній ступінь Falcon Heavy розгорнув супутник на майже геосинхронну орбіту приблизно в T+4:32:27. Верхній ступінь успішно розгорнув додаткові корисні навантаження, G-Space та Arcturus. Як центральне ядро так і бокові прискорювачі були використані у витратному варіанті, це перша місія у повністю витратному варіанті для Falcon Heavy, обтічники були відновлені з сильними слідами обгорання. |                              |                            |                                                          |                                                                        |                                                |           |
| 7             | 29 липня 2023 03:04 | Jupiter-3 (EchoStar-24)      | 9200 кг                    | Геоперехідна                                             | EchoStar                                                               | Нерозкрита                                     | Успіх     |
| 7             | Найважчий комерційний геостаціонарний супутник вагою 9 200 кг на момент запуску. Ядро витрачено, два прискорювачі повернулися на землю. Спроба відновлення обтічника корисного навантаження. |                              |                            |                                                          |                                                                        |                                                |           |
| 8             | 13 жовтня 2023 14:19 | Психея                       | 2608 кг                    | Геліоцентрична                                           | NASA (Discovery)                                                       | $117 млн                                       | Успіх     |
| 8             | Falcon Heavy запустив 2.6-тонний космічний апарат "Психея" на геліоцентричну орбіту, звідки він вирушив до одноіменного астероїда у Головному поясі, із запланованим гравітаційним маневром біля Марса. Ядро витрачене, бокові прискорювачі успішно приземлились. |                              |                            |                                                          |                                                                        |                                                |           |
| 9             | 29 грудня 2023 01:07 | USSF-52 (Boeing X-37B OTV-7) | 6350 кг + навантаження OTV | Високоеліптична навколоземна                             | Департамент швидких спроможностей Повітряних Сил США/Космічні сили США | $149 млн                                       | Успіх     |
| 9             | Третя засекречена місія Falcon Heavy. Це четвертий політ другого прототипу космоплана X-37B і сьомий в цілому політ апартів цього типу, а також це перший політ X-37B на високоеліптичну орбіту. Під час польоту заплановано виконання експерименту NASA Seeds-2, що вивчить вплив космічної радіації на насіння, поміщене на борту, протягом довготривалого польоту. Ядро потрачене, бокові прискорювачі успішно приземлені. |                              |                            |                                                          |                                                                        |                                                |           |
| 10            | 25 червня 2024 21:26 | GOES-19                      | 5000 кг                    | Геоперехідна                                             | NOAA                                                                   | $152.5 млн                                     | Успіх     |
| 10            | У вересні 2021 року, NASA підписало контракт з SpaceX на запуск геостаціонарного метеосупутника GOES-19 (також позначений як GOES-U під час запуску). Всі прискорювачі Falcon 9 були нові, обидва бокові приземлились в зонах посадки мису Канаверал, центральне ядро було витрачене. |                              |                            |                                                          |                                                                        |                                                |           |
| 11            | 14 жовтня 2024 16:06 | Europa Clipper               | 6065 кг                    | Геліоцентрична                                           | NASA                                                                   | $178 млн                                       | Успіх     |
| 11            | Europa Clipper проведе детальне дослідження Європи та використає складний набір наукових інструментів, щоб дослідити, чи є на крижаному супутнику Юпітера умови, придатні для життя. Основні цілі місії полягають у створенні зображень поверхні Європи з високою роздільною здатністю, визначення її складу, пошук ознак недавньої або поточної геологічної активності, вимірювання товщини крижаної оболонки супутника, пошук підповерхневих озер і визначення глибини та солоності океану Європи. Місія пролетить повз Марс і Землю перед прибуттям до Юпітера в квітні 2030 року. Falcon Heavy для цієї місії був повністю витратним, оскільки як бічні прискорювачі, так і серцевина були витрачені без посадкових опор і решіток, це була друга повністю витратна місія Falcon Heavy після Viasat-3 у травні 2023 року.                                   |                              |                            |                                                          |                                                                        |                                                |           |

## Цікаві факти
- Для перевезення обтікача корисного вантажу ракети Falcon Heavy було задіяно вантажний літак Ан-124-100 «Руслан» української компанії «Авіалінії Антонова». Літак подолав 3613 км протягом 4,5 год, забезпечивши доставку складової ракети для її вчасного запуску з космодрому на мисі Канаверал[132].